# 佐藤裕二 (情報科学者)
佐藤 裕二（さとう ゆうじ、1957年 - ）は、日本の情報科学者。工学博士(東京大学)。
法政大学情報科学部コンピュータ科学科教授。

## 略歴
東京大学工学部物理工学科卒業後、日立製作所へ入社。1992年、新情報処理開発機構つくば研究所に出向。2005年に、法政大学情報科学部助教授となる。2001年から同大学教授となり、同大学院情報科学研究科兼担教授。
以後、イリノイ大学アーバナシャンペーン校客員研究員、広島大学大学院先進理工系科学研究科 客員教授を歴任した。

## 著作等
- 『遺伝的アルゴリズム2, 北野宏明編著』（産業図書㈱、1995年）
- 『"適応システムにおける先読みモデルの進化的獲得", 遺伝的アルゴリズム2, 北野宏明編著』（産業図書㈱、1995年）
- 『Soccer Robotics, Pedro Lima (Ed.) 』（I-Tech Education and Publishing、2007年）
- 『"Event-driven Hybrid Classifier Systems and Online Learning for Soccer Game Strategies", Soccer Robotics, Pedro Lima (Ed.) 』（I-Tech Education and Publishing、2007年）
- 『Evolutionary Computation, Wellington Pinheiro dos Santos (Ed.)』（I-Tech Education and Publishing、2009年）
- 『"EC Application in Speech Processing - Voice Quality Conversion Using Interactive Evolution of Prosodic Control", Evolutionary Computation, Wellington Pinheiro dos Santos (Ed.)』（I-Tech Education and Publishing、2009年）

## 専門分野
- 機械学習
- 進化計算
- 遺伝的アルゴリズム

## 受賞歴
- 日立製作所『日立製作所事業所技術賞２等』（1985年）
- 日立製作所『日立東部セミコンダクタ社長技術賞奨励賞 』（1986年）
- 日立製作所『日立製作所事業所ソフト賞特別賞』（1986年）
- 日立製作所『日立製作所事業所技術賞１等』（1997年）
- 『The 2015 Highly Commended Award for International Journal of Intelligent Computing and Cybernetics』（2015年）
- 『The 2017 AROB Young Author Award（責任著者）, Modified Bare Bones Particle Swarm Optimization with Separate Exploration, The 22nd International Symposium on Artificial Life and Robotics』（2017年）
- 『The 2020 AROB Young Author Award（責任著者）, Multi-agent reinforcement learning with different parameter configurations using agent durability, The 25th International Symposium on Artificial Life and Robotics』（2020年）